# 채경이
채경이(1980년 10월 2일~)는 대한민국의 전직 테니스 선수이다.